# ケルベルク
ケルベルク (独: Kelberg) はドイツ連邦共和国 ラインラント＝プファルツ州フルカナイフェル郡にある町村で、ケルベルク連合自治体 (Verbandsgemeinde Kelberg) の行政庁所在地となっている。

## 参考文献

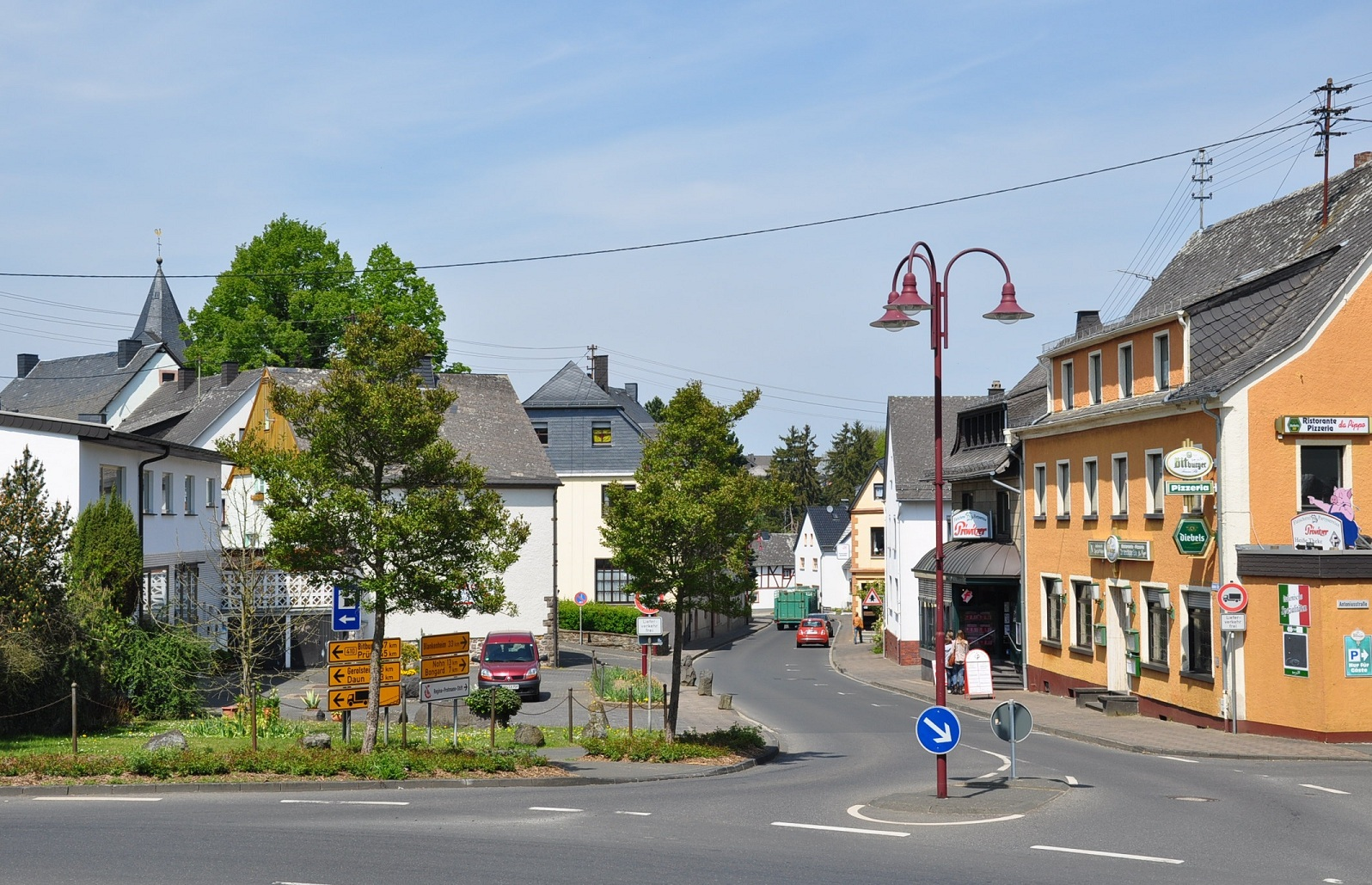
ケルベルク (Kelberg)